# ASBIS
ASBISC Enterprises PLC — багатонаціональна корпоративна група, яка займається дистрибуцією ІТ-продуктів (мобільних пристроїв, комп'ютерного програмного забезпечення та апаратного забезпечення) на ринках Європи, Близького Сходу та Африки (EMEA), що розвиваються, зі штаб-квартирою в Лімассолі (Кіпр).
ASBIS займається дистрибуцією широкого асортименту готової продукції та ІТ-компонентів A-брендів серед монтажників, системних інтеграторів, виробників місцевих брендів, роздрібних і оптових компаній. Компанія є офіційним дистрибутором провідних світових брендів, таких як Intel, Advanced Micro Devices («AMD»), Seagate Technology, Western Digital, Samsung, Microsoft, Toshiba, Dell, Acer, Hitachi, Gigabyte, Lenovo та Apple .
Компанія також отримує значну частину доходу від продажів ІТ та споживчої електроніки під власними брендами — Prestigio, Canyon, Perenio, AENO та Lorgar.

## Історія
Компанія була заснована в Білорусі в 1990 році і підписала свою першу угоду з глобальним ІТ-постачальником Seagate Technology в 1992 році. У 1995 році компанія була зареєстрована на Кіпрі, а її штаб-квартира переїхала в Лімасол.
У міру розвитку бізнесу ASBIS відкривала місцеві офіси по всій Європі, а у 2000 році компанія відкрила дистрибуторський центр у Празі для обслуговування своїх дочірніх компаній і ключових клієнтів у 10 країнах Центральної та Східної Європи.
У 2007 році компанія вийшла на біржу шляхом успішного IPO на Варшавській фондовій біржі. У 2011 році торгувалися 36,7 % акцій компанії
У 2009 році, долаючи наслідки фінансової кризи 2007—2008 років, ASBIS підписала 25 нових дистрибуторських угод, у тому числі з Apple, для Грузії та 9 країн Співдружності Незалежних Держав (СНД).
У 2011 році компанія ASBIS почала продавати планшети, а у 2012 році – смартфони під власним брендом Prestigio.
Компанія ASBIS була відзначена за свої інвестиції в національну економіку Кіпру у 2014 році на «CIPA International Investment Awards», що проводиться під егідою Президента Республіки.
Попри виклики 2014 року, коли попит на двох ключових ринках (Росія та Україна) знизився через політичну та економічну турбулентність, у 2015 році ASBIS вже досягла значних результатів і увійшла до 10 найкращих ІТ-дистрибуторів (за доходом) у звіт бази даних «Дистрибутори в Європі — 500 найкращих», опублікований IT Europa.

## Операції
Штаб-квартира компанії знаходиться на Кіпрі і координує роботу 2 логістичних центрів в Чехії та Об'єднаних Арабських Еміратах. Місцеві представництва у 27 країнах дозволяють компанії забезпечувати понад 20 000 клієнтів у 56 країнах.
ASBIS займається дистрибуцією мобільних гаджетів, комп'ютерного програмного та апаратного забезпечення на ринках таких країн:
- Центральна та Східна Європа — Білорусь, Боснія і Герцеговина, Болгарія, Хорватія, Кіпр, Чехія, Угорщина, Польща, Румунія, Сербія, Словаччина, Словенія, Україна.
- Балтійський регіон — Естонія, Латвія, Литва
- Кавказ — Вірменія, Азербайджан, Грузія
- Середня Азія — Казахстан
- Близький Схід — Об'єднані Арабські Емірати
- Африка — Алжир, Єгипет, Марокко, ПАР, Туніс

У 2021 році продажі компанії були розподілені між такими ринками: 57,66 % — колишній Радянський Союз, 21,25 % — Центральна та Східна Європа, 10,65 % — Близький Схід і Африка, 8,66 % — Західна Європа, 1,77 % — Інше.

## Бренди

### Prestigio

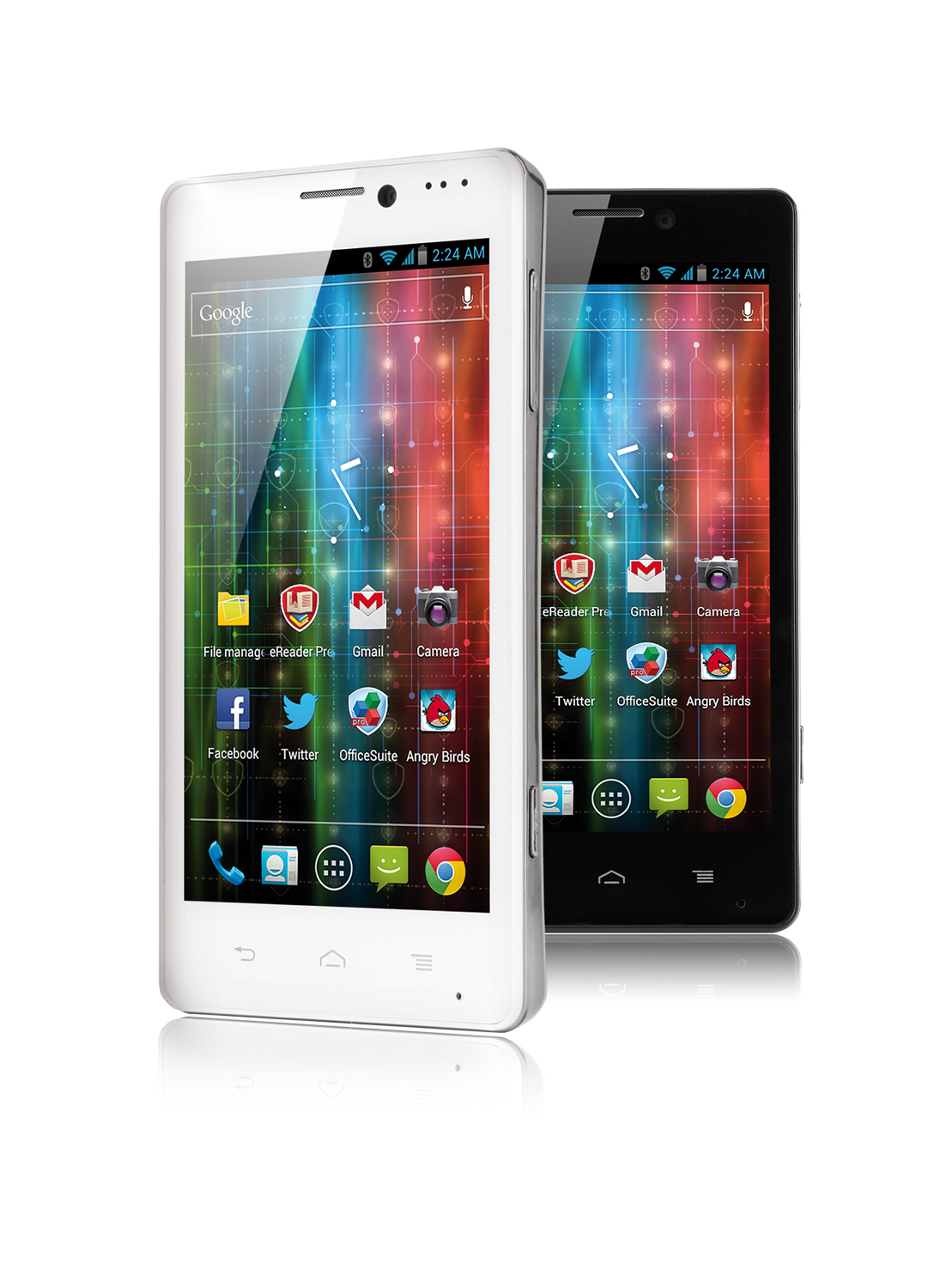
Мультифон Prestigio PAP5430

Юрій Антошкін обіймав посаду генерального директора Prestigio EMEA з 2006 по жовтень 2014 року. За це десятиліття продажі компанії зросли майже в 30 разів через налагоджену співпрацю з найбільшими російськими ритейлерами електроніки (Евросеть, Ельдорадо, М.відео та іншими). Торгова марка Prestigio стала лідером на російському ринку GPS-навігаторів і увійшла в ТОП-3 ринку планшетних комп'ютерів Росії. У 2011 році навігаційна система Prestigio посіла перше місце за продажами в Росії з часткою ринку 28,5 %.
У 2013 році Prestigio представила перші два діапазони продуктів B2B: MultiBoard (інтерактивні плоскі дисплеї з ПК з Windows і допоміжним програмним забезпеченням для кімнат для переговорів і освіти) і Digital Signage (екрани публічної інформації). У 2016 році асортимент MultiBoard розширився найбільшим дисплеєм ультрависокої чіткості з інтерактивними сенсорними функціями — MultiBoard 98" UHD.
У квітні 2013 року компанія ASBIS у співпраці з Intel розпочала розробку нового смартфона під брендом Prestigio. Смартфон Prestigio MultiPhone PAP5430 з процесором Intel Atom Z2420 надійшов у продаж у серпні 2013 року
24 жовтня 2013 року Prestigio і MediaTek представили нові моделі планшетів на базі процесора MediaTek MT8389.
У 2019 році бренд випустив Prestigio Click&Touch — клавіатуру на основі технології Touch On Keys, яка дозволяє користувачеві керувати курсором, натискати, прокручувати та масштабувати безпосередньо на поверхні клавіатури, як на традиційній тачпаді. Клавіатура отримала нагороду Red Dot Awards 2020 у категоріях «Комп'ютерні та інформаційні технології», «Телебачення та домашні розваги», «Розумний продукт» та «Інноваційний продукт». Через рік друге покоління клавіатури — Prestigio Click&Touch 2 також виграло нагороду Red Dot Awards у категорії «Комп'ютерні та інформаційні технології».

### Canyon
Цей бренд був заснований у 2003 році в Нідерландах і зосереджений на комп'ютерних і мобільних аксесуарах, ігровій периферії та розумних годинниках. У 2021 році він зріс до 16 офісів у Європі та продав понад 762 000 пристроїв у Східній Європі

### Perenio
Запущений у 2018 році та розташований у Чехії, Perenio спеціалізується на Інтернеті речей, розумному домі/офісі та розумному здоров'ї. У 2021 році бренд випустив інноваційний антивірусний пристрій Perenio Ionic Shield. Пристрій був розроблений для запобігання інфекційним захворюванням, спричиненим відомими коронавірусами та їх штамами, включаючи Sars-CoV-2. Іонний комплекс, що випускається пристроєм, має достатню кінетичну енергію, щоб зруйнувати позитивно заряджену зовнішню мембрану коронавірусів і їх негативно заряджену РНК.

### AENO
AENO — бренд розумної побутової техніки, створеної і виробленої в Китаї. ASBIS анонсувала цей бренд наприкінці 2021 року, і незабаром після цього були випущені перші категорії продуктів.

## Фінансові показники
У 2013 році доходи компанії зросли на 10,06 % і склали 1,92 мільярда доларів. Операційний прибуток досяг 31,939 мільйона доларів, а чистий прибуток зріс на 40,51 % і досяг 12,712 мільйона доларів. Показник EBITDA зріс на 50,95 % і досяг $34,84 млн. Дохід компанії від продажів приватних марок Prestigio і Canyon зріс до історичного рекорду в $468,988 млн, а в результаті внеску власного бренду загальний приріст доходу склав 24,42 %.
У 2021 році компанія ASBIS досягла рекордних фінансових результатів як у четвертому кварталі, так і протягом року. Виторг від продажів у 2021 році вперше перевив межу в 3 мільярди доларів США та склав майже 3,1 мільярда доларів США порівняно з 2,4 мільярда доларів США у 2020 році, збільшившись на 30 %. Чистий прибуток за цей час подвоївся до $77,1 млн проти $36,5 млн у 2020 році

## ASBIS в Україні
Компанія АСБІС-УКРАЇНА була заснована у 1997 році, займається дистрибуцією комп'ютерної техніки та комплектуючих, споживчої електроніки та техніки, а також рішень для бізнесу. В Україні станом на лютий 2024 портфель компанії нараховує понад 50 брендів та понад 1500 продуктів.